# IJslandse parlementsverkiezingen 2017
De IJslandse parlementsverkiezingen 2017 werden op 28 oktober 2017 gehouden.

## Achtergrond
De regering van Bjarni Benediktsson, bestaande uit diens Onafhankelijkheidspartij, Heldere Toekomst en Viðreisn (Vernieuwing), kwam midden september 2017 ten val. Aanleiding was de geheimhouding door de regering van een brief ondertekend door de vader van de premier, waarin gepleit werd voor formeel eerherstel van een wegens kindermisbruik veroordeelde advocaat. De geheimhouding door een minister kwam aan het licht in een parlementair onderzoek, waarop Heldere Toekomst de regering verliet. Guðni Thorlacius Jóhannesson, de president van IJsland, accepteerde vervolgens het verzoek van premier Bjarni Benediktsson om vervroegde verkiezingen uit te schrijven.
Kort hierna werd de Centrumpartij opgericht door Sigmundur Davíð Gunnlaugsson, die in 2016 als premier en partijleider van de Progressieve Partij had moeten aftreden na onthullingen in de Panama Papers omtrent zijn persoon.

## Uitslag
De Onafhankelijkheidspartij van de uittredende premier bleef de grootste in het Alding, ondanks een verlies van vijf zetels. Een voortzetting van het voorgaande kabinet was niet mogelijk: zo behaalde Heldere Toekomst, die dat kabinet had opgeblazen, geen enkele zetel meer in het parlement. Bij de winnaars waren onder meer Links-Groen, de sociaaldemocratische Alliantie en de Centrumpartij, die respectievelijk tweede, derde en vierde werden in zetelaantal.
| Partij | Partij                                           | Partijleider                   | Stemmen | %             | Zetels  |
| ------ | ------------------------------------------------ | ------------------------------ | ------- | ------------- | ------- |
|        | Onafhankelijkheidspartij (Sjálfstæðisflokkurinn) | Bjarni Benediktsson            | 49.543  | 25,2 (−3,8%)  | 16 (−5) |
|        | Links-Groen (Vinstrihreyfingin - grænt framboð)  | Katrín Jakobsdóttir            | 33.155  | 16,9 (+1,0%)  | 11 (+1) |
|        | Sociaaldemocratische Alliantie (Samfylkingin)    | Logi Már Einarsson             | 23.652  | 12,1 (+6,4%)  | 7 (+4)  |
|        | Centrumpartij (Miðflokkurinn)                    | Sigmundur Davíð Gunnlaugsson   | 21.335  | 10,9 (+10,9%) | 7 (+7)  |
|        | Progressieve Partij (Framsóknarflokkurinn)       | Sigurður Ingi Jóhannsson       | 21.016  | 10,7 (−0,8%)  | 8 (0)   |
|        | Piratenpartij (Píratar)                          |                                | 18.051  | 9,2 (−5,3%)   | 6 (−4)  |
|        | Partij van het Volk (Flokkur fólksins)           | Inga Sæland                    | 13.502  | 6,9 (+3,4%)   | 4 (+4)  |
|        | Vernieuwing (Viðreisn)                           | Þorgerður Katrín Gunnarsdóttir | 13.122  | 6,7 (−3,8%)   | 4 (−3)  |
|        | Heldere Toekomst (Björt framtíð)                 | Óttarr Proppé                  | 2.394   | 1,2 (−6,0%)   | 0 (−4)  |
|        | Volksfront van IJsland (Alþýðufylkingin)         | Þorvaldur Þorvaldsson          | 375     | 0,2 (−0,1%)   | 0 (0)   |
|        | Dageraad (Dögun)                                 |                                | 101     | 0,1 (−1,6%)   | 0 (0)   |
|        | blanco en ongeldige stemmen                      |                                | 5.531   | 0             | 0       |
|        | Totaal                                           |                                | 201.777 | 100           | 63      |

## Coalitievorming
Op 2 november 2017 kreeg Katrín Jakobsdóttir, partijleider van Links-Groen, de opdracht van president Guðni Thorlacius Jóhannesson een meerderheid te zoeken in het parlement. De coalitiegesprekken ter vorming van een linkse regering tussen Links-Groen, de Progressieve Partij, de Alliantie en de Piratenpartij liepen echter na enkele dagen spaak. Vervolgens startte Links-Groen gesprekken met de Onafhankelijkheidspartij van uittredend premier Bjarni Benediktsson. Op 28 november kreeg Katrín Jakobsdóttir opnieuw een formeel mandaat van de president ter vorming van een regering. Twee dagen laten werd een regeerakkoord gesloten tussen de Onafhankelijkheidspartij, Links-Groen en de Progressieve Partij. Daarmee werd Katrín Jakobsdóttir de 44e premier van IJsland.